# Jurij Czonka
Jurij Wołodymyrowycz Czonka, ukr. Юрій Володимирович Чонка (ur. 31 maja 1991 we wsi Wełyka Kopania, w obwodzie zakarpackim) – ukraiński piłkarz, grający na pozycji pomocnika.

## Kariera piłkarska

### Kariera klubowa
Wychowanek SDJuSzOR Użhorod, barwy którego bronił w juniorskich mistrzostwach Ukrainy (DJuFL). W 2010 roku rozpoczął karierę piłkarską w amatorskim zespole Beregvidek Berehowe. Otrzymał tytuł najlepszego piłkarza amatorskich mistrzostw Zakarpattia, po czym w lutym 2011 został piłkarzem Metalista Charków. Nie rozegrał żadnego meczu w pierwszej drużynie i w marcu 2013 przeszedł do białoruskiego Naftana Nowopołock, w której grał na zasadach wypożyczenia do końca 2013 roku. Sezon 2014 spędził w amatorskim zespole Sewlusz Wynohradiw, w którym został brązowym medalistą mistrzostw obwodu zakarpackiego. Wiosną 2015 rozegrał 7 spotkań w węgierskim Balmazújvárosi FC, a latem 2015 wrócił do Sewlusza Wynohradiw.

## Sukcesy i odznaczenia

### Sukcesy klubowe
- finalista Superpucharu Białorusi: 2013